# سمرژوف (ناحیه هرادتس کرالووه)
سمرژوف (به چکی: Smržov) یک منطقهٔ مسکونی در جمهوری چک است که در ناحیه هرادتس کرالووه واقع شده‌است.